# 合作金庫商業銀行
合作金庫商業銀行（金融機構代號：006），簡稱合作金庫、合庫，為合作金庫金融控股旗下的主要子公司，是臺灣大型商業銀行及傳統「八大公股行庫」之一，其官股比例僅次於純國營的臺灣銀行、臺灣土地銀行，同時也是臺灣營業據點最多的商業銀行，國內據點270間，海外據點20間。

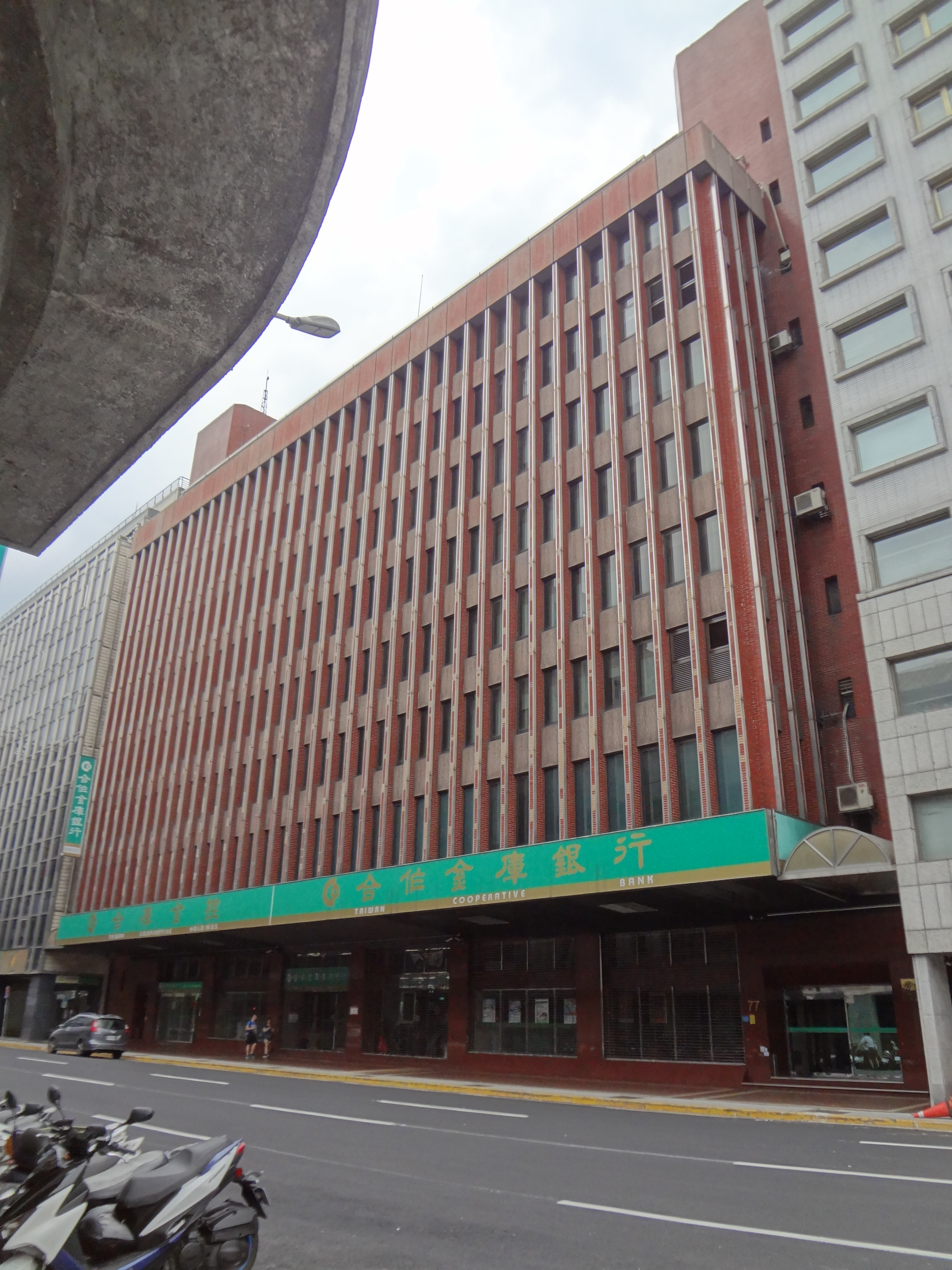
臺灣省合作金庫大樓，為2017年10月前的合作金庫總行（今館前分行）

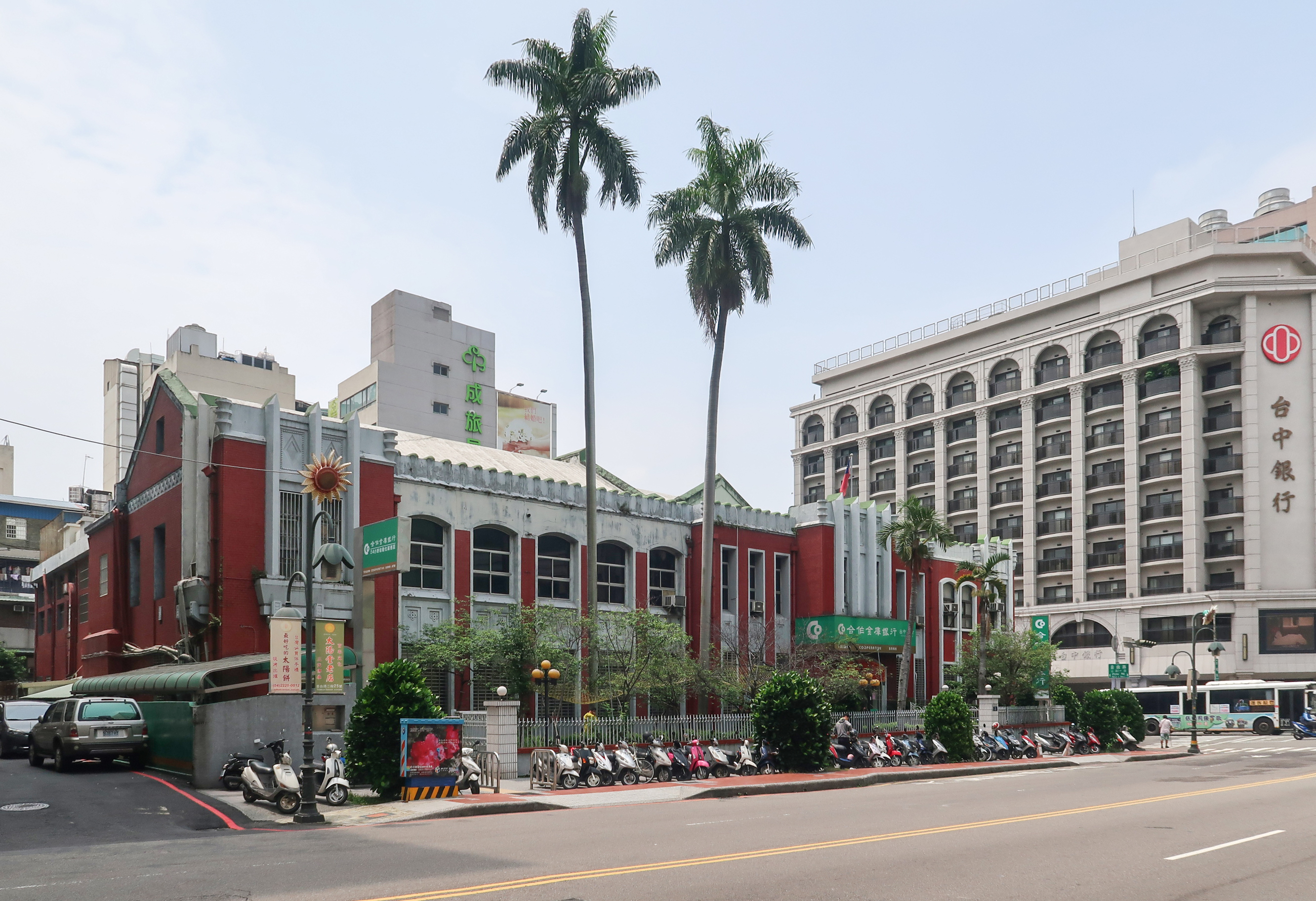
合作金庫銀行台中分行（建築原為臺中州立圖書館）

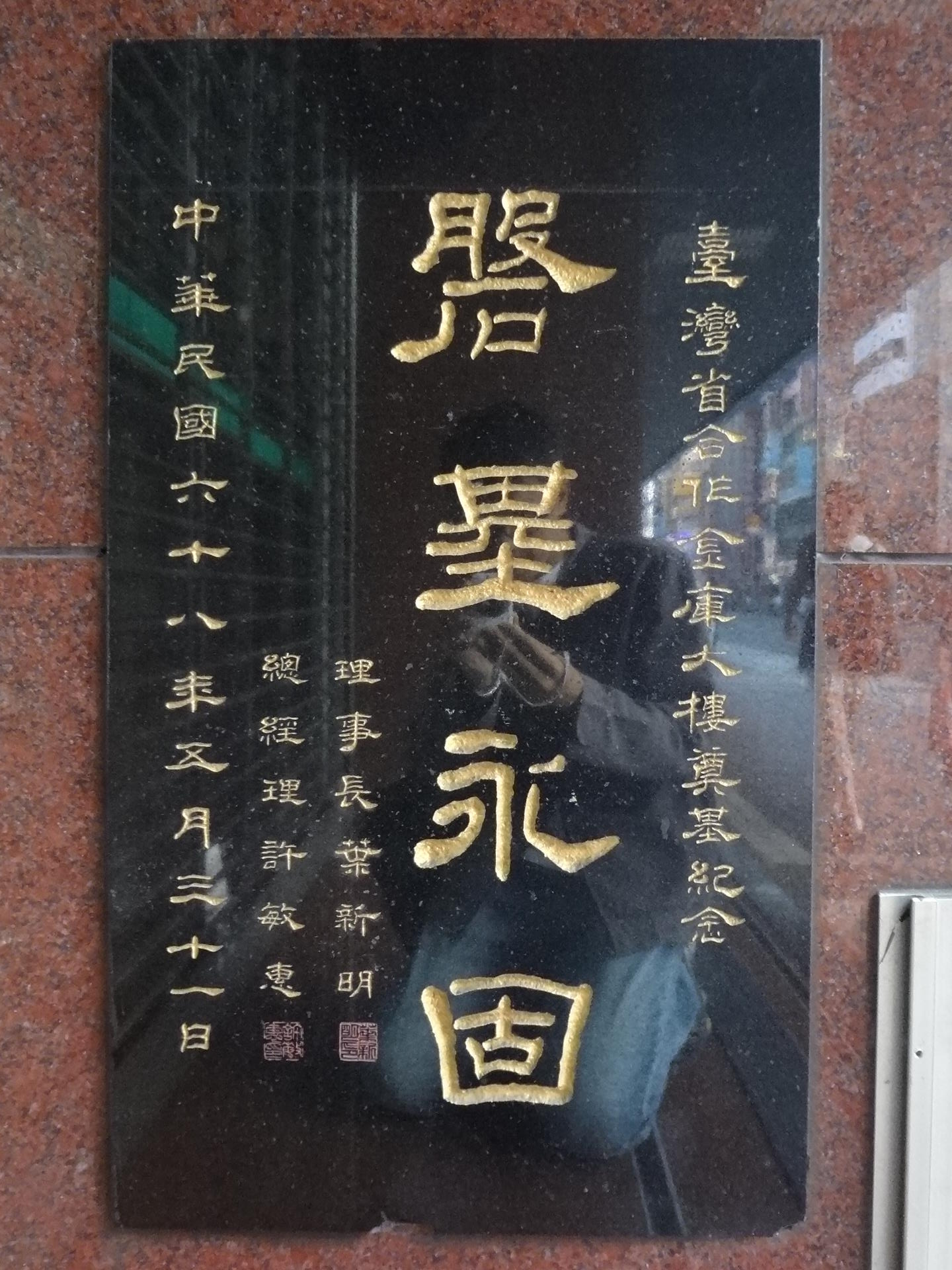
臺灣省合作金庫大樓奠基紀念石

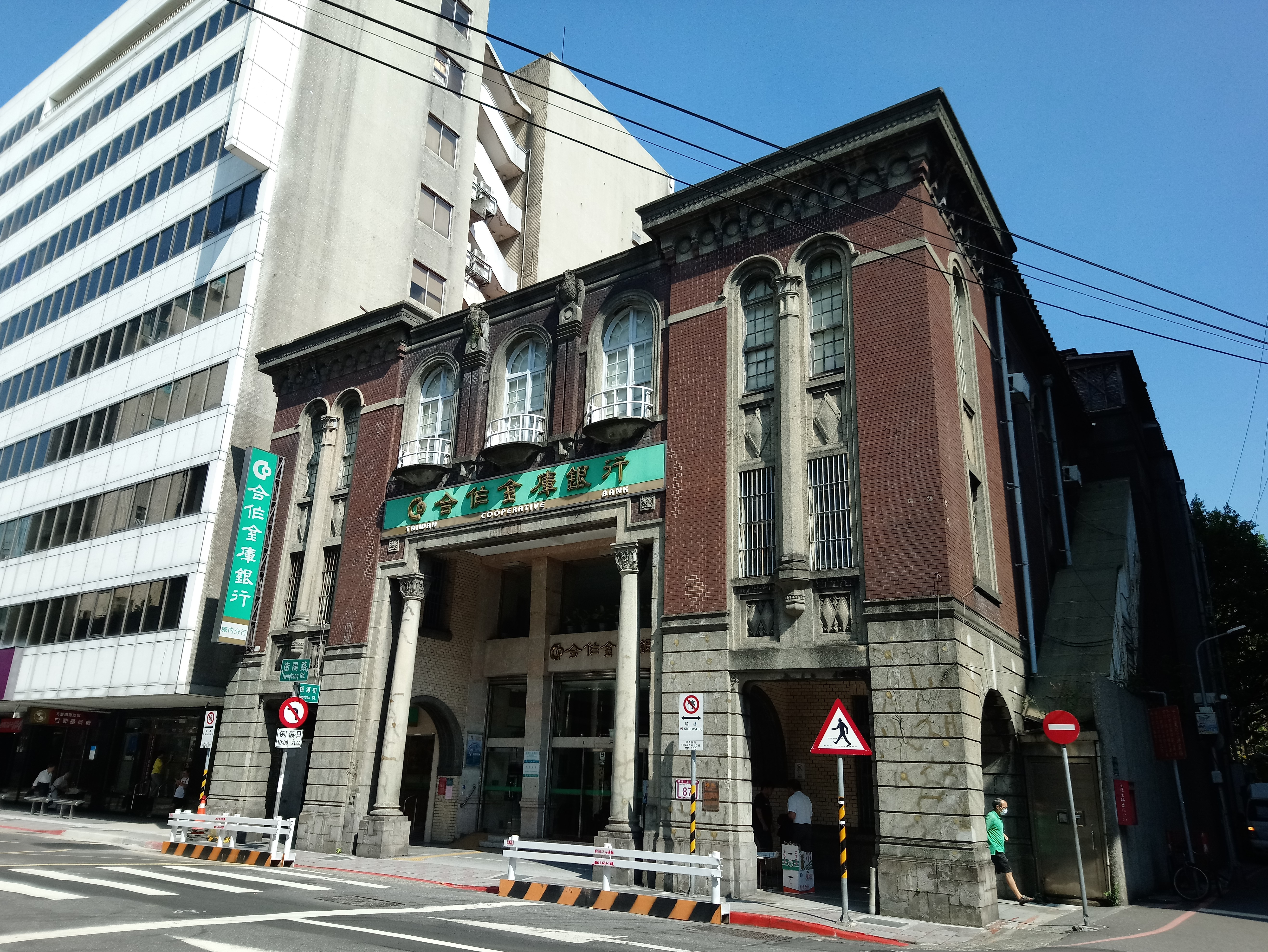
合作金庫城內分行（原臺北信用組合）

## 歷史
1923年，全臺290餘間合作社共同組成「臺灣產業組合協會」。1942年，改組為「臺灣產業組合聯合會」。隨著太平洋戰爭局勢升高，1944年再度改組，分為專責金融業務的「臺灣產業金庫」與負責農業相關業務的「臺灣農業會」。
1945年第二次世界大戰結束後，中華民國政府代表盟軍接收臺灣。1946年10月5日，臺灣產業金庫正式改組為「臺灣省合作金庫」，為特種經營的金融機構，當時尚未具備銀行資格。其主要股東包括臺灣省政府、各地合作社、農會、漁會及農田水利會等民間團體，股本總額為舊臺幣2,500萬元，分為25萬股，其中公股15萬股、社股10萬股。
1979年5月31日興建「臺灣省合作金庫大樓」。1985年5月，依《銀行法》取得法人資格；同年10月16日，奉命概括承受「台北市第十信用合作社」；1995年再度概括承受「彰化市第四信用合作社」。
2001年1月1日，配合陳水扁政府推動的金融改革政策，臺灣省合作金庫改制為「合作金庫銀行股份有限公司」，並將原各地「支庫」更名為「分行」。同年9月14日，概括承受臺中市第一、第五、第九及第十一信用合作社。2002年7月26日，又承接臺中縣神岡鄉農會、彰化市農會及雲林縣林內鄉農會等三家農會之信用部。至2003年6月，合作金庫銀行完成股票公開發行，並於2004年11月17日正式在臺灣證券交易所掛牌上市。
2006年5月1日，合作金庫銀行與同為國營行庫的中國農民銀行合併，由合作金庫為存續銀行，中國農民銀行隨即消滅，合併後的機構更名為「合作金庫商業銀行股份有限公司」。
2009年1月合作金庫與法國巴黎保險集團合作，共同成立「合作金庫人壽」，其中合庫持股51%，法巴持股49%。2010年，合庫於臺北市松山區長安東路二段與八德路二段交界的原臺灣汽車客運中崙車站土地上，興建包含一棟地上20層、地下5層的新總行大樓、一棟12層的資訊大樓，以及一棟7層的會議大樓。該工程由三門聯合建築師事務所規劃設計，互助營造承建，於2014年完工，總樓地板面積超過3.2萬坪。
2011年12月1日，合作金庫銀行與合作金庫資產管理公司、合作金庫票券公司，以股份轉換方式，共同設立「合作金庫金融控股股份有限公司」，整合旗下業務。2013年9月11日，合庫舉行新總行大樓上梁典禮，並於2017年10月24日正式啟用。

## 歷任董事長
| 任別   | 姓名   | 任職時間                    | 曾任職務                                     |
| 董事長 | 董事長 | 董事長                      | 董事長                                       |
| ------ | ------ | --------------------------- | -------------------------------------------- |
| 1      | 謝東閔 | 1947年5月－1952年1月        | 後任中華民國副總統                           |
| 2      | 李連春 | 1952年1月－1972年8月        | 臺灣省糧食局局長                             |
| 3      | 洪樵榕 | 1972年8月－1978年9月        | 南投縣縣長                                   |
| 4      | 葉新明 | 1978年9月－1981年11月       | 臺灣土地銀行董事長                           |
| 5      | 張訓舜 | 1983年1月－1988年2月        | 經濟部常務次長                               |
| 6      | 許敏惠 | 1988年2月－1991年10月       | 臺灣省合作金庫總經理                         |
| 7      | 羅際棠 | 1991年10月－1994年2月       | 臺北市銀行總經理                             |
| 8      | 卜正明 | 1994年2月－1994年11月       | 臺灣銀行總經理                               |
| 代理   | 廖和璧 | 1994年11月－1996年3月       |                                              |
| 9      | 李文雄 | 1996年7月－2001年7月        | 臺灣銀行總經理                               |
| 10     | 梁成金 | 2001年7月－2004年7月        | 中央銀行副總裁                               |
| 11     | 陳冲   | 2004年7月－2007年1月        | 財政部政務次長 後任行政院院長                |
| 12     | 許德南 | 2007年1月－2008年7月        | 台灣銀行董事長                               |
| 13     | 劉燈城 | 2008年7月－2012年7月        | 財政部常務次長                               |
| 14     | 沈臨龍 | 2012年7月－2014年6月        | 兆豐產險董事長，首任合庫金控暨合庫銀行董事長 |
| 15     | 廖燦昌 | 2014年6月－2017年11月       | 臺灣中小企業銀行董事長                       |
| 16     | 雷仲達 | 2017年11月－2023年6月       | 高雄市政府財政局局長                         |
| 17     | 林謙浩 | 2023年6月16日－2023年7月2日 | 臺灣中小企業銀行董事長                       |
| 18     | 林衍茂 | 2023年8月                   | 曾任合庫銀行總經理                           |

## 海外分支機構

### 亞洲
- 中国大陆 天津分行 Tianjin Branch
- 中国大陆 蘇州分行 Suzhou Branch
- 中国大陆 蘇州高新支行 Suzhou New District Sub-Branch
- 中国大陆 北京代表人辦事處 Beijing Representative Office
- 中国大陆 福州分行 Fuzhou Branch
- 中国大陆 長沙分行 Changsha Branch
- 柬埔寨 金邊分行 Phnom Penh Branch
- 香港 香港分行 Hong Kong Branch
- 菲律賓 馬尼拉分行 Manila Offshore Banking Branch
- 柬埔寨 德他拉支行Tuek Thla Sub-Branch

### 大洋洲
- 雪梨分行 Sydney Branch
- 墨爾本分行 Melbourne Branch

### 美洲
- 美国 洛杉磯分行 Los Angeles Branch
- 美国 西雅圖分行 Seattle Branch
- 美国 紐約分行 New York Branch
- 美国 休士頓分行 Houston Branch

### 歐洲
- 比利时 布魯塞爾台灣聯合銀行（子行） United Taiwan Bank

## 組織
- 股東會
- 監察人會
- 董事會董事長
- 總稽核
- 薪資報酬委員會
- 風險管理委員會
- 總經理
- 副總經理
- 法遵長

- 董事會稽核部
- 董事會秘書部
- 業務發展部
  - 集中作業中心
- 法人金融部
  - 區域中心
- 授信管理部
- 財務部
- 國外部
- 個人金融部
- 財富管理部
- 信託部
- 保險代理部
- 電子金融部
- 信用卡部
  - 客戶服務中心
- 債權管理部
- 行政管理部
- 會計部
- 資安部
- 資訊部
- 調查研究部
- 風險管理部
- 人力資源部
  - 員工訓練中心
- 法令遵循部
- 法律事務部
- 營業部、分行、支行、代表辦事處[6]

## 外部連結
- 合作金庫銀行（页面存档备份，存于）（繁體中文）（英文）
- 合作金庫銀香港分行（页面存档备份，存于）（繁體中文）（英文）